# ガチャピンClub
『ガチャピンClub』は、BSフジで2007年4月2日から2013年3月29日まで放送された子供向け番組。

## 概要
地上波のフジテレビ系で放送されていた『ポンキッキ』が、2007年3月30日に終了した事に伴い、BSフジに移した派生番組として、また、BSフジで2001年から帯番組として放送していた「東京キッズクラブ」の後継番組として、実質的に統合される形で開始された（フジテレビ721の『チルドレンタイム』は併存）。『ひらけ!ポンキッキ』や『ポンキッキーズ』で放送されていたコーナーの再編成といった内容は前番組「東京キッズクラブ」と同様だが、「ガチャピンDJ」や「お誕生日コーナー」など、番組オリジナルのコーナーが増えた。
番組の主役であるガチャピンは、関東地方を中心に毎週様々な幼稚園を訪問している。
2007年4月から9月までの放送時間は8:00 - 9:00（再放送は18:00 - 19:00）だったが、同年10月に『きかんしゃトーマス』の日本における制作・放映権をフジテレビKIDSが手放した為、『トーマスくらぶ』は終了。空いた15分間に当番組を入れ、7:45 - 9:00（再放送は18:00 - 19:15）となった。
2008年4月より『ポンキッキ』の新作となる『Beポンキッキ』が別枠で制作されることになり、本番組の構成は『東京キッズクラブ』時代へ回帰することになる。これにより4月7日からは放送時間が8:30 - 9:00（再放送は19:00 - 19:30）に短縮される。2008年10月からは放送時間が8:00 - 8:30に、2010年7月からは8:00 - 8:25に、2012年4月2日からは7:00 - 7:15に変更された。また毎週土・日曜日の7:25 - 7:30の5分間に『ガチャピンClubミニ』が放送された。
番組終了後、『カバくん』など一部コーナーは土・日曜日にも放送となった『beポンキッキーズ』（2011年4月より『Beポンキッキ』から改題・リニューアル）に統合されたが、2014年3月末で終了した。

### 放送時間
| 期間       | 期間       | 放送時間（日本時間）  | 放送時間（日本時間）  | 放送時間（日本時間）  |
| 期間       | 期間       | 月曜 - 金曜           | 月曜 - 金曜           | 土曜･日曜             |
| ---------- | ---------- | --------------------- | --------------------- | --------------------- |
| 2007.04.02 | 2007.09.29 | 08:00 - 09:00（60分） | 18:00 - 19:00（60分） | （放送無し）          |
| 2007.10.01 | 2008.04.04 | 07:45 - 09:00（75分） | 18:00 - 19:15（75分） | （放送無し）          |
| 2008.04.07 | 2008.10.03 | 08:30 - 09:00（30分） | 18:30 - 19:00（30分） | （放送無し）          |
| 2008.10.06 | 2010.07.02 | 08:00 - 08:30（30分） | 08:00 - 08:30（30分） | （放送無し）          |
| 2010.07.05 | 2012.03.30 | 08:00 - 08:25（25分） | 08:00 - 08:25（25分） | （放送無し）          |
| 2012.04.02 | 2013.03.29 | 07:00 - 07:15（15分） | 07:00 - 07:15（15分） | 07:25 - 07:30（05分） |

## 主なコーナー

### 番組終了時点のコーナー

#### 月曜日
- ガチャピンDJ
- うたをうたおう
- Myてれび
  - 視聴者がディレクターになって選んだコーナーが放送された。
- カバくんのどうやってできてるの?
  - カバくんは、明治のうがい薬『イソジン』（2016年4月1日以後は『明治うがい薬』、2022年以後は健栄製薬に販売元を移管して『健栄うがい薬』）のイメージキャラクター。
- ガチャピン・ムックのコーナー

#### 火-金曜日
- ガチャピンDJ
- うたをうたおう
- ガチャピン・ムックのコーナー（前半）
- ミニコーナー
- ガチャピン・ムックのコーナー（中半）
- カバくんのどうやってできてるの?
- ガチャピン・ムックのコーナー（後半）

### 過去に放送されていたコーナー
- お誕生日コーナー（放送開始 - 2011年3月31日）
  - 月曜日 - 木曜日は後半に放送し、金曜日は土日の分もまとめて放送するため、ガチャピンDJの代わりに番組前半にも放送された。
- ジャカジャカジャンケン（ポンキッキから、放送開始 - 2008年3月）
  - 2008年4月より『Beポンキッキ』に移動する事に伴い当番組での放送は終了。
- カバくんの日本み～つけた!（放送開始 - 2009年9月）
- カバくんの何からできてるの?（2009年10月 - 2010年9月）
- ポンポン ポロロ（ポンキッキ・東京キッズクラブ2から、放送開始 - 2008年9月）
- プーちゃん（ひらけ!ポンキッキから）
- ズントコトンズ（東京キッズクラブから）
- それいけ!Barberくん（2007年8月 - 9月）
- ガチャピン・コーラスたい（2007年10月 - 2008年3月）
  - 番組後半に2回放送されていた。
- ワーニーズ・ワークショップ（ポンキッキーズから）
- D.O.Gによる科学実験（ポンキッキーズから、2007年10月8日 - 11月）

時々、2005年の『ポンキッキーズ』で放送されていた「バケツンとオシャベル」や「YAPPOOO」が放送されたこともある。
「ブンブン!セブンちゃん!」のコーナーは、2007年夏までは毎週火曜日に放送されていたが、同年8月から10月までの間は放送されなかった。同年11月に復活したが、途中で終了した。

## スペシャル
- ガチャピンチャレンジ新作・スキューバダイビング
  - 2007年7月下旬から8月上旬にかけて放送。今回のロケはフィジーで行われ、チャレンジの動機や練習の様子なども放送された。その後、8月31日には総集編が放送された。
- ガチャピン・ムック 富士山おそうじ大作戦
  - 2007年11月23日と同年11月26日に放送。アルピニストの野口健とガチャピン・ムックが富士山を清掃した。

## 楽曲
- 番組内では、これまでの『ポンキッキシリーズ』で放送されていた楽曲が放送されている。画面比率4:3で制作された映像は両端に緑枠を配したアップコンバートで放送するか画面上下をカットして16:9になるよう加工した映像を使用する。（この場合、当時を知る人にとってはやや不自然に見えることが多い）
- 2007年度ではエンディング曲は週ごとに変わり、今までに「Child's days memory」や「歩いて帰ろう」、「地球をくすぐっチャオ!」が使用されていた。
- 2007年度の火曜日には、主に「さあ冒険だ」や「Future for you」が流されていた。
- 季節によって放送する歌が変わることもあり、2007年7月下旬から8月上旬は「夏の決心」がほぼ毎日流れていた。また、2007年の運動会シーズンにはチビミミの「337★運動会」が流れていた。2007年11月下旬から12月までコニーちゃんのクリスマスソングが流れていた。
- 2007年10月に、『ひらけ!ポンキッキ』時代に作られた楽曲の映像が新しく作り直された。

## 出演キャラクター
- ガチャピン（声：雨宮玖二子）
- ムック（声：松田重治）※『ポンキッキシリーズ』のコーナー再放送のみ登場。
- チビミミナガバンディクート（声：イズミカワソラ）※『うたをうたおう』番組進行役で登場。また『お誕生日コーナー』オープニング、『はたらくくるま』ナレーションで登場していた。
- コニーちゃん（声：クリス智子）

## スタッフ
- 制作協力：STAFFQ
- 制作・著作：BSフジ、フジテレビKIDS